# Cochemiea angelensis
Cochemiea angelensis es una especie de planta suculenta perteneciente al género Cochemiea, dentro de la familia Cactaceae. Es endémica del noroeste de México (Baja California) y anteriormente se le conocía como Mammillaria angelensis.

## Descripción
Cochemiea angelensis es una especie de cactus que aunque suele crecer de forma individual, a veces aparece en grupos. Los tallos van de esféricos a ligeramente cilíndricos, pudiendo alcanzar hasta 15 cm de altura y unos 6 cm de diámetro. 
Los tallos están cubiertos de verrugas o tubérculos cónicos de color verde azulado oscuro dispuestos en espiral, no producen savia lechosa (látex) y sus axilas (espacio que hay entre los tubérculos) poseen lana densa y cerdas blancas de hasta 1 cm de largo. Sobre ellos se asientan areolas donde se distinguen de 3 a 4 espinas centrales rectas de color marrón púrpura con la base clara y de hasta 1,5 cm de largo, donde la espina de abajo suele ser más larga y con forma de gancho. También hay de 16 a 20 espinas radiales rígidas de color blanco liso y de hasta 0,5 a 1 cm de largo.

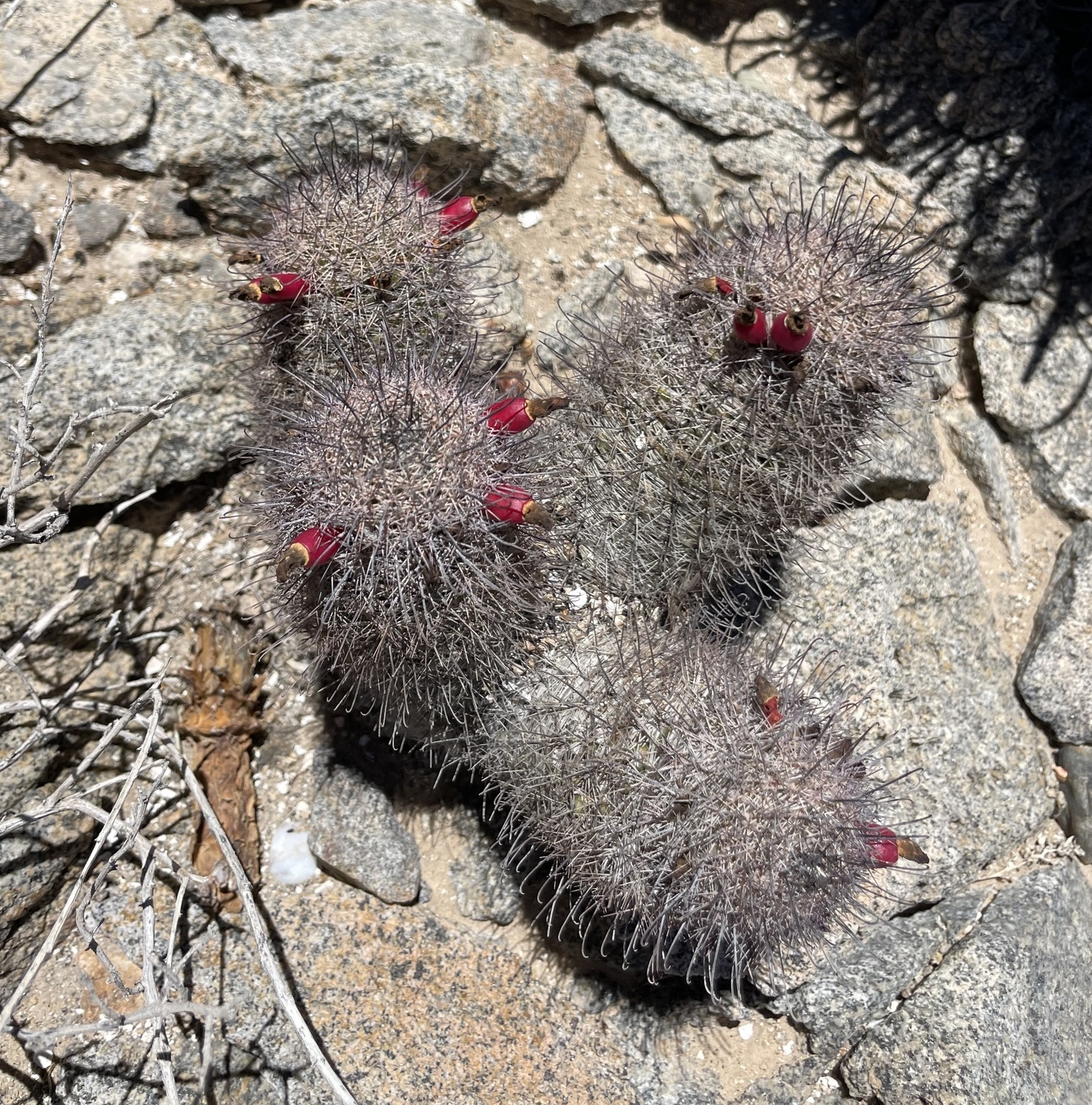
Planta con frutos

Las flores son de color blanco a más oscuro y tienen una raya central rosada. Crecen hasta 2 cm de largo y 3 cm de diámetro. Los frutos son rojos y contienen semillas negras.

## Distribución y hábitat
El área de distribución nativa de esta especie es el noroeste de México (Baja California) y crece principalmente en biomas desérticos o de matorrales secos, desde cerca del nivel del mar hasta los 300 m de altitud.

## Taxonomía
La primera descripción de esta especie fue como Mammillaria angelensis, publicada en 1945 por el botánico estadounidense Robert Theodore Craig en el libro The Mammillaria handbook, with descriptions, illustrations, and key to the species of the genus Mammillaria of the Cactaceae: 165.
Posteriormente, los botánicos Peter B. Breslin y Lucas C. Majure colocaron la especie en el género Cochemiea, pasando a llamarse Cochemiea angelensis y anotando estos cambios en la revista científica Taxon 70: 318 en el año 2021.
Etimología
- Cochemiea: nombre genérico que hace referencia a la tribu indígena Cochimí, que en el pasado ocupó un gran territorio de Baja California y cuya área es parte del área de distribución natural de este género.
- angelensis: epíteto geográfico que hace referencia a la presencia de la especie en la Isla Ángel de la Guarda (México).[1]

Sinonimia
- Chilita angelensis (R.T.Craig) Buxb. (1954)
- Cochemiea dioica subsp. angelensis (R.T.Craig) Doweld (2000)
- Ebnerella angelensis (R.T.Craig) Buxb. (1951)
- Mammillaria angelensis R.T.Craig (1945)
- Mammillaria dioica subsp. angelensis (R.T.Craig) D.R.Hunt (1998)
- Mammillaria dioica f. angelensis (R.T.Craig) Neutel. (1986)

## Usos
Se cultiva principalmente como planta ornamental y su propagación se realiza a través de esquejes o semillas.